# Claudio López
Claudio Javier López (Río Tercero, 17 luglio 1974) è un dirigente sportivo ed ex calciatore argentino, di ruolo attaccante, direttore sportivo dei Colorado Rapids.

## Biografia
Originario di Rio Tercero, nella provincia di Córdoba, era soprannominato El Piojo (Il Pidocchio).

## Carriera

### Giocatore

#### Club
Iniziò la sua carriera da professionista nell'Estudiantes (LP) fino al debutto nel calcio professionistico nel 1992.

##### Racing Avellaneda
Con la maglia del Racing Club, Lopez mise a segno in 4 anni (116 presenze) 25 reti giocando nel ruolo di ala sinistra.

##### Valencia
Nel 1996 approdò in Europa, firmando con il club spagnolo del Valencia: l'argentino si rivelò decisivo con le proprie reti per le affermazioni in Coppa del Re e Supercoppa iberica (entrambe datate 1999) e partecipò tra l'altro alla finale di Champions League del 24 maggio 2000, nella quale i Pipistrelli furono sconfitti dai connazionali Real Madrid.

##### Lazio
Il buon rendimento in maglia valenciana attirò le mire della Lazio, da cui venne acquistato nell'estate 2000: protagonista del successo in Supercoppa italiana con una doppietta all'Inter, terminò precocemente la stagione per un infortunio al ginocchio sinistro riportato in uno scontro di gioco col bresciano Galli.
Tornato in campo nell'annata seguente, il 26 agosto 2001 realizzò la prima rete in Serie A siglando il temporaneo vantaggio nella gara col Piacenza (finita 1-1): degna di nota anche una tripletta all'Inter, marcata nel rocambolesco incontro del 7 dicembre 2002 concluso sul 3-3. Il centravanti abbandonò la capitale alla fine della stagione 2003-04, impreziosita dalla vittoria in Coppa Italia.

##### Club América
L'argentino si trasferì nella massima divisione messicana, al América, che, anche grazie ai suoi gol, riuscì a vincere il suo primo titolo nazionale. Con i messicani vinse anche la CONCACAF Champions' Cup 2006. In 3 anni con i "messicani" mette a segno 27 gol in 87 partite.

##### Ritorno al Racing Avellaneda
Nel 2007 è tornato in patria, ancora con la maglia del Racing Club. Il 29 dicembre 2007, termina la sua avventura col Racing, per la scadenza del suo contratto, durante la sua seconda avventura in patria, Lopez mette a segno 10 gol in 34 partite.

##### Kansas City e Colorado Rapids
Il 10 marzo 2008, viene annunciato in una conferenza stampa il passaggio di López ai K.C. Wizards, nella Major League Soccer. Il 25 luglio 2009 segna un gol da centrocampo contro i LA Galaxy, incontro terminato col punteggio di 1-1. Il 26 febbraio 2010 lascia il Kansas City Wizards facendo scadere il contratto. Il 2 aprile 2010 firma un contratto con i Colorado Rapids.
Il 19 maggio 2011 dichiara in una conferenza stampa che, con tutta probabilità, a fine anno dirà addio al calcio, con la voglia di rimanere in questo sport, magari come allenatore.

#### Nazionale
In nazionale conta 54 presenze e 10 gol dal 1995 al 2003. El Piojo ha preso parte al campionato del mondo 1998 (5 presenze e 1 gol contro l'Olanda nella sconfitta per 2-1 ai quarti di finale) e al campionato del mondo 2002, dove giocò 3 partite e l'Argentina fu eliminata nella fase a gironi.

### Dirigente
Una volta ritiratosi dal calcio giocato, López rimane comunque nel mondo di questo sport, diventando nel dicembre 2014 il nuovo direttore sportivo dei Colorado Rapids, sua ultima squadra da calciatore.

## Statistiche

### Presenze e reti nei club
Statistiche aggiornate al 6 novembre 2010.
| Stagione            | Squadra             | Campionato          | Campionato | Campionato | Coppe nazionali | Coppe nazionali | Coppe nazionali | Coppe continentali | Coppe continentali | Coppe continentali | Altre coppe | Altre coppe | Altre coppe | Totale | Totale |
| Stagione            | Squadra             | Comp                | Pres       | Reti       | Comp            | Pres            | Reti            | Comp               | Pres               | Reti               | Comp        | Pres        | Reti        | Pres   | Reti   |
| ------------------- | ------------------- | ------------------- | ---------- | ---------- | --------------- | --------------- | --------------- | ------------------ | ------------------ | ------------------ | ----------- | ----------- | ----------- | ------ | ------ |
| 1991-1992           | Estudiantes (LP)    | PD                  | 0          | 0          | -               | -               | -               | -                  | -                  | -                  | -           | -           | -           | 0      | 0      |
| 1992-1993           | Racing Club         | PD                  | 19         | 1          | -               | -               | -               | -                  | -                  | -                  | -           | -           | -           | 19     | 1      |
| 1993-1994           | Racing Club         | PD                  | 36         | 3          | -               | -               | -               | -                  | -                  | -                  | -           | -           | -           | 36     | 3      |
| 1994-1995           | Racing Club         | PD                  | 26         | 3          | -               | -               | -               | -                  | -                  | -                  | -           | -           | -           | 26     | 3      |
| 1995-1996           | Racing Club         | PD                  | 35         | 18         | -               | -               | -               | -                  | -                  | -                  | -           | -           | -           | 35     | 18     |
| 1996-1997           | Valencia            | PD                  | 32         | 3          | CR              | 2               | 0               | CU                 | 6                  | 2                  | -           | -           | -           | 40     | 5      |
| 1997-1998           | Valencia            | PD                  | 32         | 12         | CR              | 5               | 0               | -                  | -                  | -                  | -           | -           | -           | 37     | 12     |
| 1998-1999           | Valencia            | PD                  | 32         | 21         | CR              | 6               | 8               | Int+CU             | 5+4                | 5+3                | -           | -           | -           | 47     | 37     |
| 1999-2000           | Valencia            | PD                  | 34         | 11         | CR              | 2               | 0               | UCL                | 18                 | 6                  | SS          | 2           | 1           | 56     | 18     |
| Totale Valencia     | Totale Valencia     | Totale Valencia     | 130        | 47         |                 | 15              | 8               |                    | 33                 | 16                 |             | 2           | 1           | 180    | 72     |
| 2000-2001           | Lazio               | A                   | 16         | 0          | CI              | 0               | 0               | UCL                | 6                  | 5                  | SI          | 1           | 2           | 23     | 7      |
| 2001-2002           | Lazio               | A                   | 29         | 10         | CI              | 1               | 0               | UCL                | 8                  | 2                  | -           | -           | -           | 38     | 12     |
| 2002-2003           | Lazio               | A                   | 34         | 15         | CI              | 4               | 0               | CU                 | 9                  | 2                  | -           | -           | -           | 47     | 17     |
| 2003-2004           | Lazio               | A                   | 27         | 4          | CI              | 5               | 0               | UCL                | 4                  | 0                  | -           | -           | -           | 36     | 4      |
| Totale Lazio        | Totale Lazio        | Totale Lazio        | 106        | 29         |                 | 10              | 0               |                    | 27                 | 9                  |             | 1           | 2           | 144    | 40     |
| 2004-2005           | América             | PD                  | 33+6       | 13+5       | CM              | 0               | 0               | -                  | -                  | -                  | -           | -           | -           | 39     | 18     |
| 2005-2006           | América             | PD                  | 30+2       | 5+0        | CM              | 0               | 0               | CCL+CS             | 4+4                | 0+1                | -           | -           | -           | 40     | 6      |
| 2006-gen. 2007      | América             | PD                  | 12+4       | 3+1        | CM              | 0               | 0               | -                  | -                  | -                  | Cmc         | 3           | 0           | 19     | 4      |
| Totale América      | Totale América      | Totale América      | 75+12      | 21+6       |                 | 0               | 0               |                    | 8                  | 1                  |             | 3           | 0           | 98     | 28     |
| gen.-giu. 2007      | Racing Club         | PD                  | 18         | 5          | -               | -               | -               | -                  | -                  | -                  | -           | -           | -           | 18     | 5      |
| 2007-feb. 2008      | Racing Club         | PD                  | 16         | 5          | -               | -               | -               | -                  | -                  | -                  | -           | -           | -           | 16     | 5      |
| Totale Racing Club  | Totale Racing Club  | Totale Racing Club  | 150        | 35         |                 | -               | -               |                    | -                  | -                  |             | -           | -           | 150    | 35     |
| 2008                | K.C. Wizards        | MLS                 | 28+2       | 6+0        | OC              | 2               | 1               | -                  | -                  | -                  | -           | -           | -           | 32     | 7      |
| 2009                | K.C. Wizards        | MLS                 | 29         | 7          | OC              | 2               | 0               | SLNA               | 3                  | 1                  | -           | -           | -           | 34     | 8      |
| Totale K.C. Wizards | Totale K.C. Wizards | Totale K.C. Wizards | 57+2       | 13+0       |                 | 4               | 1               |                    | 3                  | 1                  |             | -           | -           | 66     | 15     |
| 2010                | Colorado Rapids     | MLS                 | 11+1       | 0          | OC              | 2               | 0               | -                  | -                  | -                  | -           | -           | -           | 14     | 0      |
| Totale carriera     | Totale carriera     | Totale carriera     | 529+15     | 145+6      |                 | 31              | 9               |                    | 71                 | 27                 |             | 6           | 3           | 652    | 190    |

### Cronologia presenze e reti in nazionale
| Cronologia completa delle presenze e delle reti in nazionale ― Argentina | Cronologia completa delle presenze e delle reti in nazionale ― Argentina | Cronologia completa delle presenze e delle reti in nazionale ― Argentina | Cronologia completa delle presenze e delle reti in nazionale ― Argentina | Cronologia completa delle presenze e delle reti in nazionale ― Argentina | Cronologia completa delle presenze e delle reti in nazionale ― Argentina | Cronologia completa delle presenze e delle reti in nazionale ― Argentina | Cronologia completa delle presenze e delle reti in nazionale ― Argentina |
| Data                                                                     | Città                                                                    | In casa                                                                  | Risultato                                                                | Ospiti                                                                   | Competizione                                                             | Reti                                                                     | Note                                                                     |
| ------------------------------------------------------------------------ | ------------------------------------------------------------------------ | ------------------------------------------------------------------------ | ------------------------------------------------------------------------ | ------------------------------------------------------------------------ | ------------------------------------------------------------------------ | ------------------------------------------------------------------------ | ------------------------------------------------------------------------ |
| 13-5-1995                                                                | Johannesburg                                                             | Sudafrica                                                                | 1 – 1                                                                    | Argentina                                                                | Amichevole                                                               | -                                                                        | 68’                                                                      |
| 31-5-1995                                                                | Córdoba                                                                  | Argentina                                                                | 1 – 0                                                                    | Perù                                                                     | Copa Municipalidad de Córdoba                                            | -                                                                        |                                                                          |
| 24-4-1996                                                                | Buenos Aires                                                             | Argentina                                                                | 3 – 1                                                                    | Bolivia                                                                  | Qual. Mondiali 1998                                                      | -                                                                        | 86’                                                                      |
| 2-6-1996                                                                 | Quito                                                                    | Ecuador                                                                  | 2 – 0                                                                    | Argentina                                                                | Qual. Mondiali 1998                                                      | -                                                                        | 76’                                                                      |
| 1-9-1996                                                                 | Buenos Aires                                                             | Argentina                                                                | 1 – 1                                                                    | Paraguay                                                                 | Qual. Mondiali 1998                                                      | -                                                                        | 52’                                                                      |
| 9-10-1996                                                                | San Cristóbal                                                            | Venezuela                                                                | 2 – 5                                                                    | Argentina                                                                | Qual. Mondiali 1998                                                      | -                                                                        | 87’                                                                      |
| 12-2-1997                                                                | Barranquilla                                                             | Colombia                                                                 | 0 – 1                                                                    | Argentina                                                                | Qual. Mondiali 1998                                                      | 1                                                                        | 87’                                                                      |
| 30-4-1997                                                                | Buenos Aires                                                             | Argentina                                                                | 2 – 1                                                                    | Ecuador                                                                  | Qual. Mondiali 1998                                                      | -                                                                        | 76’                                                                      |
| 8-6-1997                                                                 | Buenos Aires                                                             | Argentina                                                                | 2 – 0                                                                    | Perù                                                                     | Qual. Mondiali 1998                                                      | -                                                                        |                                                                          |
| 6-7-1997                                                                 | Asunción                                                                 | Paraguay                                                                 | 2 – 1                                                                    | Argentina                                                                | Qual. Mondiali 1998                                                      | -                                                                        |                                                                          |
| 20-7-1997                                                                | Buenos Aires                                                             | Argentina                                                                | 2 – 0                                                                    | Venezuela                                                                | Qual. Mondiali 1998                                                      | -                                                                        | 76’                                                                      |
| 10-9-1997                                                                | Santiago del Cile                                                        | Cile                                                                     | 1 – 2                                                                    | Argentina                                                                | Qual. Mondiali 1998                                                      | 1                                                                        |                                                                          |
| 12-10-1997                                                               | Buenos Aires                                                             | Argentina                                                                | 0 – 0                                                                    | Uruguay                                                                  | Qual. Mondiali 1998                                                      | -                                                                        | 74’                                                                      |
| 16-11-1997                                                               | Buenos Aires                                                             | Argentina                                                                | 1 – 1                                                                    | Colombia                                                                 | Qual. Mondiali 1998                                                      | -                                                                        | 56’                                                                      |
| 10-3-1998                                                                | Buenos Aires                                                             | Argentina                                                                | 2 – 0                                                                    | Bulgaria                                                                 | Amichevole                                                               | 1                                                                        |                                                                          |
| 15-4-1998                                                                | Gerusalemme                                                              | Israele                                                                  | 2 – 1                                                                    | Argentina                                                                | Amichevole                                                               | -                                                                        |                                                                          |
| 22-4-1998                                                                | Dublino                                                                  | Irlanda                                                                  | 0 – 2                                                                    | Argentina                                                                | Amichevole                                                               | -                                                                        | 84’                                                                      |
| 29-4-1998                                                                | Rio de Janeiro                                                           | Brasile                                                                  | 0 – 1                                                                    | Argentina                                                                | Amichevole                                                               | 1                                                                        | 88’                                                                      |
| 14-5-1998                                                                | Córdoba                                                                  | Argentina                                                                | 5 – 0                                                                    | Bosnia ed Erzegovina                                                     | Amichevole                                                               | -                                                                        |                                                                          |
| 19-5-1998                                                                | Mendoza                                                                  | Argentina                                                                | 1 – 0                                                                    | Cile                                                                     | Amichevole                                                               | -                                                                        | 74’                                                                      |
| 25-5-1998                                                                | Buenos Aires                                                             | Argentina                                                                | 2 – 0                                                                    | Sudafrica                                                                | Amichevole                                                               | -                                                                        | 59’                                                                      |
| 14-6-1998                                                                | Tolosa                                                                   | Argentina                                                                | 1 – 0                                                                    | Giappone                                                                 | Mondiali 1998 - 1º turno                                                 | -                                                                        | 61’                                                                      |
| 21-6-1998                                                                | Parigi                                                                   | Argentina                                                                | 5 – 0                                                                    | Giamaica                                                                 | Mondiali 1998 - 1º turno                                                 | -                                                                        | 75’                                                                      |
| 26-6-1998                                                                | Bordeaux                                                                 | Argentina                                                                | 1 – 0                                                                    | Croazia                                                                  | Mondiali 1998 - 1º turno                                                 | -                                                                        | 52’                                                                      |
| 30-6-1998                                                                | Saint-Étienne                                                            | Argentina                                                                | 2 – 2 dts (4 – 3 dtr)                                                    | Inghilterra                                                              | Mondiali 1998 - Ottavi di finale                                         | -                                                                        | 68’                                                                      |
| 4-7-1998                                                                 | Marsiglia                                                                | Paesi Bassi                                                              | 2 – 1                                                                    | Argentina                                                                | Mondiali 1998 - Quarti di finale                                         | 1                                                                        |                                                                          |
| 31-3-1999                                                                | Amsterdam                                                                | Paesi Bassi                                                              | 1 – 1                                                                    | Argentina                                                                | Amichevole                                                               | -                                                                        | Ammonizione                                                              |
| 4-9-1999                                                                 | Buenos Aires                                                             | Argentina                                                                | 2 – 0                                                                    | Brasile                                                                  | Amichevole                                                               | -                                                                        | 46’                                                                      |
| 7-9-1999                                                                 | Porto Alegre                                                             | Brasile                                                                  | 4 – 2                                                                    | Argentina                                                                | Amichevole                                                               | -                                                                        | 79’                                                                      |
| 17-11-1999                                                               | Siviglia                                                                 | Spagna                                                                   | 0 – 2                                                                    | Argentina                                                                | Amichevole                                                               | -                                                                        | 77’                                                                      |
| 29-3-2000                                                                | Buenos Aires                                                             | Argentina                                                                | 4 – 1                                                                    | Cile                                                                     | Qual. Mondiali 2002                                                      | 1                                                                        |                                                                          |
| 26-4-2000                                                                | Maracaibo                                                                | Venezuela                                                                | 0 – 4                                                                    | Argentina                                                                | Qual. Mondiali 2002                                                      | -                                                                        | 68’                                                                      |
| 4-6-2000                                                                 | Buenos Aires                                                             | Argentina                                                                | 1 – 0                                                                    | Bolivia                                                                  | Qual. Mondiali 2002                                                      | -                                                                        | 88’                                                                      |
| 29-6-2000                                                                | Bogotà                                                                   | Colombia                                                                 | 1 – 3                                                                    | Argentina                                                                | Qual. Mondiali 2002                                                      | -                                                                        | 80’                                                                      |
| 19-7-2000                                                                | Buenos Aires                                                             | Argentina                                                                | 2 – 0                                                                    | Ecuador                                                                  | Qual. Mondiali 2002                                                      | 1                                                                        |                                                                          |
| 26-7-2000                                                                | San Paolo                                                                | Brasile                                                                  | 3 – 1                                                                    | Argentina                                                                | Qual. Mondiali 2002                                                      | -                                                                        | 26’                                                                      |
| 3-9-2000                                                                 | Lima                                                                     | Perù                                                                     | 1 – 2                                                                    | Argentina                                                                | Qual. Mondiali 2002                                                      | -                                                                        | 84’                                                                      |
| 8-10-2000                                                                | Buenos Aires                                                             | Argentina                                                                | 2 – 1                                                                    | Uruguay                                                                  | Qual. Mondiali 2002                                                      | -                                                                        | 73’                                                                      |
| 28-3-2001                                                                | Buenos Aires                                                             | Argentina                                                                | 5 – 0                                                                    | Venezuela                                                                | Qual. Mondiali 2002                                                      | -                                                                        | 75’                                                                      |
| 25-4-2001                                                                | La Paz                                                                   | Bolivia                                                                  | 3 – 3                                                                    | Argentina                                                                | Qual. Mondiali 2002                                                      | -                                                                        | 46’                                                                      |
| 3-6-2001                                                                 | Buenos Aires                                                             | Argentina                                                                | 3 – 0                                                                    | Colombia                                                                 | Qual. Mondiali 2002                                                      | 1                                                                        | 44’ 79’                                                                  |
| 15-8-2001                                                                | Quito                                                                    | Ecuador                                                                  | 0 – 2                                                                    | Argentina                                                                | Qual. Mondiali 2002                                                      | -                                                                        | 84’                                                                      |
| 5-9-2001                                                                 | Buenos Aires                                                             | Argentina                                                                | 2 – 1                                                                    | Brasile                                                                  | Qual. Mondiali 2002                                                      | -                                                                        | 87’                                                                      |
| 7-10-2001                                                                | Asunción                                                                 | Paraguay                                                                 | 2 – 2                                                                    | Argentina                                                                | Qual. Mondiali 2002                                                      | -                                                                        | 63’                                                                      |
| 8-11-2001                                                                | Buenos Aires                                                             | Argentina                                                                | 2 – 0                                                                    | Perù                                                                     | Qual. Mondiali 2002                                                      | 1                                                                        | 46’                                                                      |
| 14-11-2001                                                               | Montevideo                                                               | Uruguay                                                                  | 1 – 1                                                                    | Argentina                                                                | Qual. Mondiali 2002                                                      | 1                                                                        |                                                                          |
| 27-3-2002                                                                | Ginevra                                                                  | Argentina                                                                | 2 – 2                                                                    | Camerun                                                                  | Amichevole                                                               | -                                                                        |                                                                          |
| 17-4-2002                                                                | Stoccarda                                                                | Germania                                                                 | 0 – 1                                                                    | Argentina                                                                | Amichevole                                                               | -                                                                        |                                                                          |
| 2-6-2002                                                                 | Kashima                                                                  | Argentina                                                                | 1 – 0                                                                    | Nigeria                                                                  | Mondiali 2002 - 1º turno                                                 | -                                                                        | 46’                                                                      |
| 7-6-2002                                                                 | Sapporo                                                                  | Argentina                                                                | 0 – 1                                                                    | Inghilterra                                                              | Mondiali 2002 - 1º turno                                                 | -                                                                        | 64’                                                                      |
| 12-6-2002                                                                | Rifu                                                                     | Svezia                                                                   | 1 – 1                                                                    | Argentina                                                                | Mondiali 2002 - 1º turno                                                 | -                                                                        |                                                                          |
| 20-11-2002                                                               | Saitama                                                                  | Giappone                                                                 | 0 – 2                                                                    | Argentina                                                                | Amichevole                                                               | -                                                                        | 65’                                                                      |
| 12-2-2003                                                                | Amsterdam                                                                | Paesi Bassi                                                              | 1 – 0                                                                    | Argentina                                                                | Amichevole                                                               | -                                                                        | 48’ 81’                                                                  |
| 20-8-2003                                                                | Firenze                                                                  | Argentina                                                                | 3 – 2                                                                    | Uruguay                                                                  | Amichevole                                                               | -                                                                        | 64’                                                                      |
| Totale                                                                   |                                                                          | Presenze                                                                 | 54                                                                       |                                                                          | Reti                                                                     | 10                                                                       |                                                                          |

## Palmarès

### Club

#### Competizioni nazionali
- Coppa di Spagna: 1

Valencia: 1998-1999
- Supercoppa di Spagna: 1

Valencia: 1999
- Supercoppa italiana: 1

Lazio: 2000
- Coppa Italia: 1

Lazio: 2003-2004
- Campionato messicano: 1

Club America: Clausura 2005
- Campeón de Campeones: 1

Club America: 2005
- Campionato MLS: 1

Colorado Rapids: 2010

#### Competizioni internazionali
- Coppa Intertoto UEFA: 1

Valencia: 1998
- CONCACAF Champions' Cup: 1

Club America: 2006

### Nazionale
- Argento olimpico: 1

Atlanta 1996

### Individuale
- Capocannoniere della Coppa di Spagna: 1

1998-1999 (9 gol)